# Kabupaten Bangka Selatan
Kabupaten Bangka Selatan (engelska: South Bangka Regency) är ett kabupaten i Indonesien.   Det ligger i provinsen Bangka-Belitung, i den västra delen av landet, 400 km norr om huvudstaden Jakarta. Antalet invånare är 180 216. Kabupaten Bangka Selatan ligger på ön Pulau Bangka.